# Michael Berry Jr.
Pour les articles homonymes, voir Michael Berry et Berry (homonymie).
Michael Berry Jr. est un acteur britannique né en 1964 à Oxford.

## Filmographie

### Cinéma
- 2003 : Pirates des Caraïbes : La Malédiction du Black Pearl : Twigg
- 2006 : Mission impossible 3 : le kidnappeur de Julia
- 2008 : Wednesday Again : l'homme maigre
- 2009 : Family of Four : Carl
- 2009 : Star Trek : l'officier en tactique romulien
- 2009 : Max et les Maximonstres : le taureau
- 2010 : 13 : William
- 2011 : Very Bad Trip 2 : Vladi
- 2012 : Look at Me : le portier
- 2012 : Elle s'appelle Ruby : le passant de Silverlake

### Télévision
- 2003 : Alias : Scott Kingsley (1 épisode)
- 2007 : The Unit : Commando d'élite : le barbu (1 épisode)